# Tuy (España)
Tuy (oficialmente, en gallego, Tui) es una ciudad y municipio español perteneciente a la provincia de Pontevedra, en la comunidad autónoma de Galicia. Es la capital de la comarca del Bajo Miño. Cuenta con una población de 17 454 habitantes (INE 2024).
Está situado al sur de la provincia, junto al río Miño que ejerce de frontera con Portugal. Está unido a la ciudad portuguesa de Valença a través de dos puentes, el de la autovía A-55 y el puente internacional de Tuy. Desde 2012 forma junto a Valença una eurociudad como muestra de cooperación e integración entre ambas localidades.
En ella se sitúa una de las catedrales más famosas de Galicia, la catedral de Santa María, sede de la diócesis de Tuy-Vigo que se remonta a la época romana. Tuy fue también capital de la provincia de Tuy, una de las siete en las que se dividió Galicia hasta 1833.

## Símbolos
Sobre el origen del escudo de Tuy hay diferentes teorías:
Según la antigua tradición recogida por el historiador tudense Francisco de Ávila y La Cueva "El blasón con que se distingue y ostenta la gloria y nobleza de esta ciudad desde tiempos muy remotos en un escudo de campo azul celeste dividido por el medio de arriba abajo. En la primera mitad una media luna de plata vuelta con las puntas hacia adentro, en la segunda mitad tres estrellas de oro puestas en fila de arriba abajo, y timbrado el escudo con corona Real también de oro" añade también que sobre el origen del mismo nada se sabe.
En otro tratado sobre la historia de las Armas y Blasones de las Ciudades de España de Antonio Moya, cuando trata del de Tuy, dice que el creciente de luna representa la población, la nobleza que le asiste- Sobre las estrellas: la primera es por el Rey Alfonso que recuperó Tuy de los árabes; la segunda por Ordoño I que la repobló tras la guerra y la tercera por el Rey Fernando II que traslada al sitio actual la ciudad.
Se cree que la representación más antigua conocida es la que figura en la fachada del ayuntamiento, aprovechada del anterior edificio cuya última reforma data del siglo XVII. Los existentes en las fuentes públicas de la ciudad llevan la fecha de 1714 la de Riomolinos y 1718 la de Santo Domingo.
En cuanto a la bandera sabemos de su existencia por un grabado posterior a la repoblación de la ciudad (por Ordoño I) que se encuentra guardado en el archivo municipal del ayuntamiento.[cita requerida]

## Geografía

### Localización

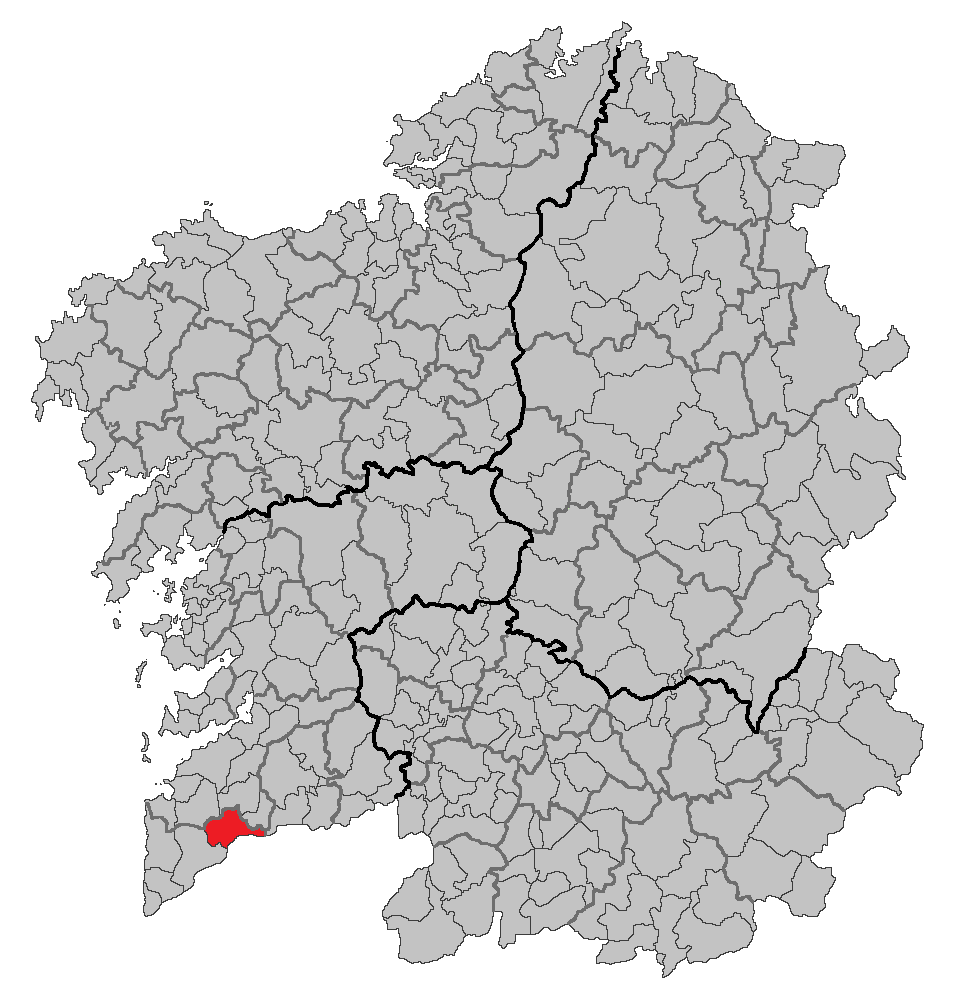

Integrado en la comarca de Bajo Miño, de la que ejerce de capital, se sitúa a 52 kilómetros de la capital provincial.
Los municipios limítrofes son:
| Noroeste: Gondomar | Norte: Porriño | Nordeste: Porriño                              |
| Oeste: Tomiño      |                | Este: Salceda de Caselas y Salvatierra de Miño |
| Suroeste: Tomiño   | Sur: Portugal  | Sureste: Portugal                              |

El término municipal está atravesado por la autopista del Atlántico (AP-9), por la autovía A-55 (Vigo-Tuy), por la carretera provincial PO-552, que se dirige hacia La Guardia, y por carreteras locales que conectan con Salvatierra de Miño, Salceda de Caselas, Gondomar y Tomiño.

### Relieve
El relieve del municipio está definido por la ribera derecha del río Miño, que hace de frontera natural con Portugal, y por una zona montuosa por donde también discurren otros afluentes del Miño, como el Louro. El Monte Aloya (632 metros), en plena sierra del Galiñeiro, es el punto más elevado del municipio y hace de límite con Gondomar.  
La altitud oscila entre los 632 metros (Monte Aloya) y los 20 metros a orillas del Miño. La ciudad se alza a 55 metros sobre el nivel del mar. 

### Hidrografía
El principal río de Tuy es el Miño, que penetra la ciudad en el entorno de la parroquia de Caldelas. Pasado este espacio natural (las parroquias de Caldelas y Guillarey, donde el río Louro aporta su agua), el río comienza su curso “urbano” delimitando la ciudad por su lado este.
En este tramo más propiamente urbano, hasta el puerto pesquero, donde recibe las aguas del río Tripes.
En su siguiente tramo sigue el curso transcurriendo por las últimas dos parroquias de Tuy: Randufe y Areas.
Hay que señalar que el río Miño es el único navegable de todos los que hay en el municipio tudense, además sirve de frontera natural entre Galicia y Portugal por lo que tiene la consideración de río internacional. Es por esto último por lo que en competencias navales tienen autoridad tanto la marina española como la portuguesa.

### Clima
El clima de la ciudad de Tuy es atlántico con influencias mediterráneas; un microclima. Se caracteriza por unos inviernos suaves y lluviosos, y unos veranos cálidos pero no extremos, pues las temperaturas no suelen superar los 35 °C. 
| Mes                 | enero | febrero | marzo | abril | mayo | junio | julio | agosto | septiembre | octubre | noviembre | diciembre |
| ------------------- | ----- | ------- | ----- | ----- | ---- | ----- | ----- | ------ | ---------- | ------- | --------- | --------- |
| Temperatura °C      | 11    | 12      | 14    | 15    | 17   | 18.7  | 20    | 23     | 20.1       | 16.6    | 14.3      | 10.2      |
| Precipitaciones mm. | 200   | 198     | 110   | 126   | 130  | 65    | 32    | 30     | 59         | 164     | 187       | 198       |

Las temperaturas mostradas en esta tabla y pertenecientes a la estación meteorológica del Monte Aloya no reflejan la realidad del clima de la ciudad, mucho más benévolo. Si bien las medidas son ciertas y tomadas dentro del término municipal de Tuy, están tomadas a 434 m de altitud y a 3 kilómetros del centro, en el monte, en una zona donde el clima es mucho más frío que en la ciudad y donde la niebla es habitual (sobre unos 80 días al año).

## Historia

### De la prehistoria a la Romanización
La zona de Tuy fue habitada desde tiempos prehistóricos. Prueba de ello son los yacimientos encontrados durante la construcción de la autovía Vigo-Tuy, justo en el límite con Porriño, datados en el Paleolítico Inferior y que en su momento fueron los más antiguos de Galicia.
El fértil valle del Miño y sus magníficas condiciones naturales permitieron acoger en el territorio tudense asentamientos humanos desde los tiempos más remotos. Se conservan vestigios de época paleolítica (20 000 a. C.) en las terrazas fluviales de los ríos Miño y Louro, de época neolítica (5000 a. C.) como el hacha de Carrasqueira (Páramos) o monumentos megalíticos (Anta – Areas). La introducción de la metalurgia (4000 a. C.) dejó testimonios como el casco de bronce o las hachas de Caldelas (hoy en el Museo Diocesano tudense) o los grabados rupestres de Randufe.
En la época castreña (s. VIII-VII a. C. a I d. C.) asistimos a la construcción de poblados estables y fortificados en las cimas de los montes y oteros, los llamados “castros”. Los autores de la época señalan a Tuy (Tude) como capital del grupo gentilicio de los “Grovios”. 
En la cima del Monte Aloya, Cabeza de Francos (Pazos de Reis), Guía (Randufe) o en la misma situación actual de la ciudad está documenta la existencia de poblados castreños. Concretamente hay unos cinco castros simétricamente dispuestos alrededor de la cima de dicho monte, solo uno de los cuales está acondicionado para las visitas. En lo alto de la cima está la construcción más enigmática de Tuy, casi 3 km de murallas semienterradas que nadie ha podido datar con precisión. Constituyen por su extensión la muralla más larga de Galicia y probablemente se edificó en varias etapas, porque hay tramos de muy diversa factura, desde mampostería hasta bloques casi ciclópeos. Se la ha catalogado como una construcción para un recinto militar, pero ello no tiene en cuenta lo siguiente:
La muralla sacrifica buenas zonas defensivas para incluir en su perímetro 3 fuentes, señal de que dentro había mucha población y necesitaban abundante agua.
Equidista de los castros antes mencionados como si fuese el centro de la zona. Es una obra demasiado grande para un fin exclusivamente militar y probablemente fue rehecha muchas veces, lo cual demostraría que fue utilizada durante mucho tiempo. 
Seguramente Tuy fue el famoso "Castellum Tude" ya que los romanos lo situaban en esta zona.
Otro dato especulativo curioso fue que posiblemente el monte Aloya fue el conocido monte Medulio de los romanos, donde se atrincheraron los últimos castreños que resistían y se dieron muerte envenenándose con una planta antes que entregarse al yugo romano. Es por ello por lo que se conoce al monte Medulio como la Numancia gallega.
De las épocas anteriores a la romanización nos han quedado pocas cosas, una de las más curiosas es el culto a las piedras del sol y de la lluvia. Si los pueblos del desierto creían que el infierno era un lugar de fuego (tradición judeocristiana)y los del norte de Europa lo veían como un lugar de hielo. En la lluviosa Galicia el mal estaba relacionado con la lluvia y la humedad, y el sol se relacionaba con el bien. [cita requerida]
La llegada, el año 137 a. C., de Décimo Junio Bruto y sus tropas marca el inicio de la romanización de este territorio.
Hasta el siglo XX fue tradición subir, en las rogativas, al patrón local hasta la piedra del sol, en lo alto del Aloya, que desde el año 1900 tiene encima una cruz de piedra.

### De la romanización a la reconquista
La romanización que comienza con la llegada en el año 137 de Décimo Junio Bruto trae consigo una época de paz, que permite a los habitantes de la zona abandonar los castros y poblar las tierras bajas, cercanas al río Miño.
Las fuentes clásicas (Plinio, Ptolomeo, Silo Itálico y otros) documentan la existencia de Castellum Tude y de la fundación mítica de la ciudad por el héroe griego Diomedes, hijo del héroe Tideo (de ahí el nombre Tuy). Son muy abundantes los hallazgos de época romana en el territorio tudense, destacando sobre todo los de la zona Santa Eufemia-San Bartolomé (donde posiblemente se hallaban el foro y los principales edificios públicos en esa época), con varias necrópolis excavadas, así como la propia ciudad de Tuy, que era una de las mansiones de la vía XIX, del itinerario de Antonino, como testimonian los miliarios y otros restos hallados.
No han quedado muchas restos visibles de esta época, aunque sí se han documentado en distintas excavaciones. Una construcción importante se hallaba donde el antiguo casino, en el paseo de la Corredera, y cogía también algunos bloques de edificios adyacentes.
Por Tuy pasaba la vía romana que iba desde Braga (Portugal) a Astorga pasando por Lugo. De esta vía se conserva un miliario, que se encuentra ahora en Pontevedra, y un pequeño tramo de calzada en la vecina Valencia de Miño.
En el Bajo Imperio y en los primeros tiempos medievales Tuy continúa siendo un importante centro militar, administrativo y religioso, cuya sede episcopal se documenta desde el siglo V. Con la llegada de los suevos –siglo IV- Tuy figura como capital del reino con Rekiamundo (458-463) y varias monedas de la época fueron acuñadas en la ceca tudense, que continuará funcionando aún después de la integración de los suevos en el reino visigodo (585). En la Hispania visigoda fue  sede episcopal de la iglesia católica,   sufragánea de la Archidiócesis de Braga  que comprendía la antigua provincia romana de Gallaecia en la  diócesis de Hispania. El rey godo Witiza tuvo en Tuy su corte y palacio, en el lugar de Monterreal – Pazos de Reis.
Con la caída del Imperio comienza la etapa de mayor importancia histórica de Tuy. Sus obispos aparecen en los concilios de Braga y dejan sentir su influencia en una zona muy amplia tanto del sur de Pontevedra como del norte de Portugal.
En la última etapa del reino visigodo, la corte de Toledo era un lugar muy peligroso para los jóvenes príncipes, y éstos eran enviados a Tuy; para mantenerlos alejados de las intrigas palaciegas; al lugar que, todavía hoy se conoce como "Pazos de Reis".
A comienzos del siglo VIII Tuy sufre la invasión de los árabes que asolaron la ciudad que fue liberada en el año 739 por Alfonso I, en el 860 Alfonso Betote y Hermenegildo Gutiérrez, condes de Ordoño I, la repoblaron y en el 915 Ordoño II restauró la sede episcopal.
En estos tiempos los ataques normandos nuevamente saquean Tuy. Se produce entonces una vacante en la sede episcopal que llega hasta el año 1071 en que el rey de Galicia D. García y Doña Urraca restauran y dotan nuevamente la sede que se instala en el monasterio de San Bartolomé de Rebordans –iglesia datable en el siglo IX aunque con vestigios anteriores-.
Recuperará su esplendor al convertirse en capital de la provincia (que lleva su nombre) del antiguo Reino de Galicia ya que se convierte en un puesto estratégico en los márgenes del río Miño tanto para la guerra como para el comercio, este esplendor se verá aumentado en el siglo XII, época en la que se revitaliza toda la franja norte de España, hasta el Duero.

### De la reconquista alsigloXXI
El monumento más representativo del prerrománico tudense es la iglesia de San Bartolomé de Rebordáns
En la primera mitad del siglo XII se produce un hecho trascendental, el nacimiento de Portugal como reino independiente de Galicia y León. En esta época el río Miño adquiere su carácter de frontera natural que todavía hoy perdura.
Con la independencia del reino portugués Tuy será escenario, a lo largo de los siglos, de múltiples acontecimientos bélicos relacionados con las luchas fronterizas. En el año 1170 Fernando II mandó trasladar la población tudense desde la zona de San Bartolomé a la actual situación, dotándola de un sistema amurallado –del que aún conservamos diversos tramos- y concediéndole un fuero y privilegios a los pobladores de San Buenaventura, nombre con el que pretendía designar la nueva ciudad pero que no prosperó.
Los monarcas, tanto castellanos como portugueses, apoyarán la Sede tudense con importantes donaciones. El obispo es el señor de ciudad y su coto y Tuy experimenta un importante desarrollo socioeconómico y cultural. Así en 1225 es consagrada la Catedral de Santa María, construida en estilo románico y con una portada expresión del primer gótico de Galicia. Su claustro es algo más tardío. Del mismo estilo gótico es también el convento de Santo Domingo.
En los siglos medievales Tuy era un importante centro comercial, con un dinámico puerto fluvial, contaba con diversos gremios y una comunidad judía con sinagoga y era lugar de paso del camino de peregrinación jacobea, disponiendo de un hospital para los peregrinos. En el actual casco histórico, que ocupa una superficie en torno a 10 ha, se conservan numerosas edificaciones de época medieval (especialmente del siglo XV con sus característicos arcos conopiales) y moderna (muchas de ellas blasonadas).

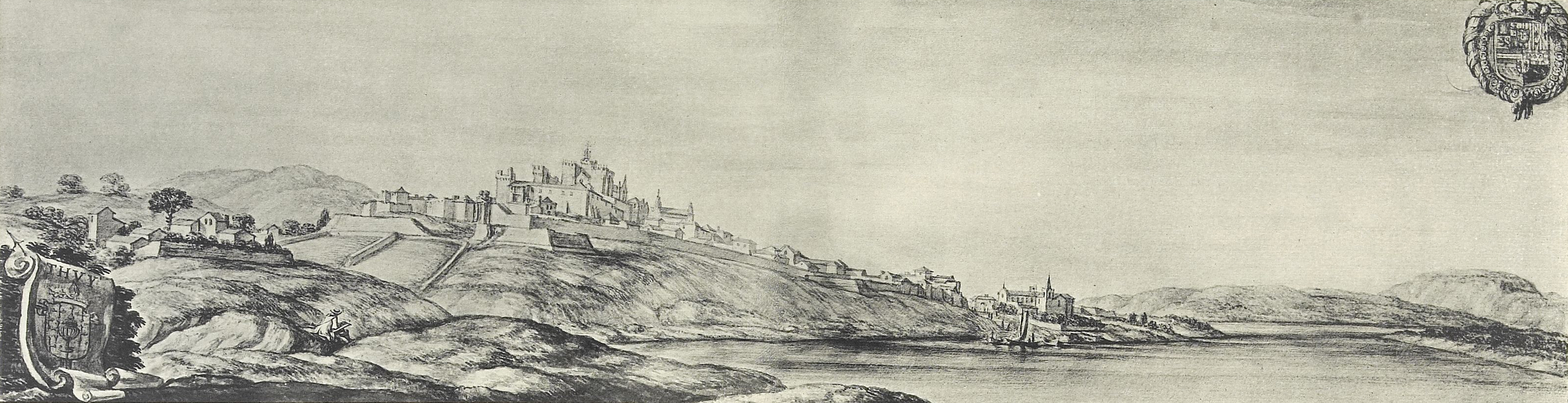
Tuy en una acuarela de Pier Maria Baldi, 1669.

En el año 1623 la ciudad de Tuy recibe el título de Muy Noble y Muy Leal, al que en el año 1885 se le añade el de Excelentísimo Ayuntamiento.
En 1640 con ocasión de las guerras con Portugal se amplían las murallas medievales, adaptándolas a los nuevos sistemas defensivos. Hasta 1833 Tuy fue una de las siete capitales del Reino de Galicia y en la ciudad se celebran las Juntas del Reino de Galicia en 1664, a estos tiempos corresponden la construcción del convento de las Clarisas (“Encerradas”), de San Antonio (“San Francisco”) o la iglesia de San Telmo.

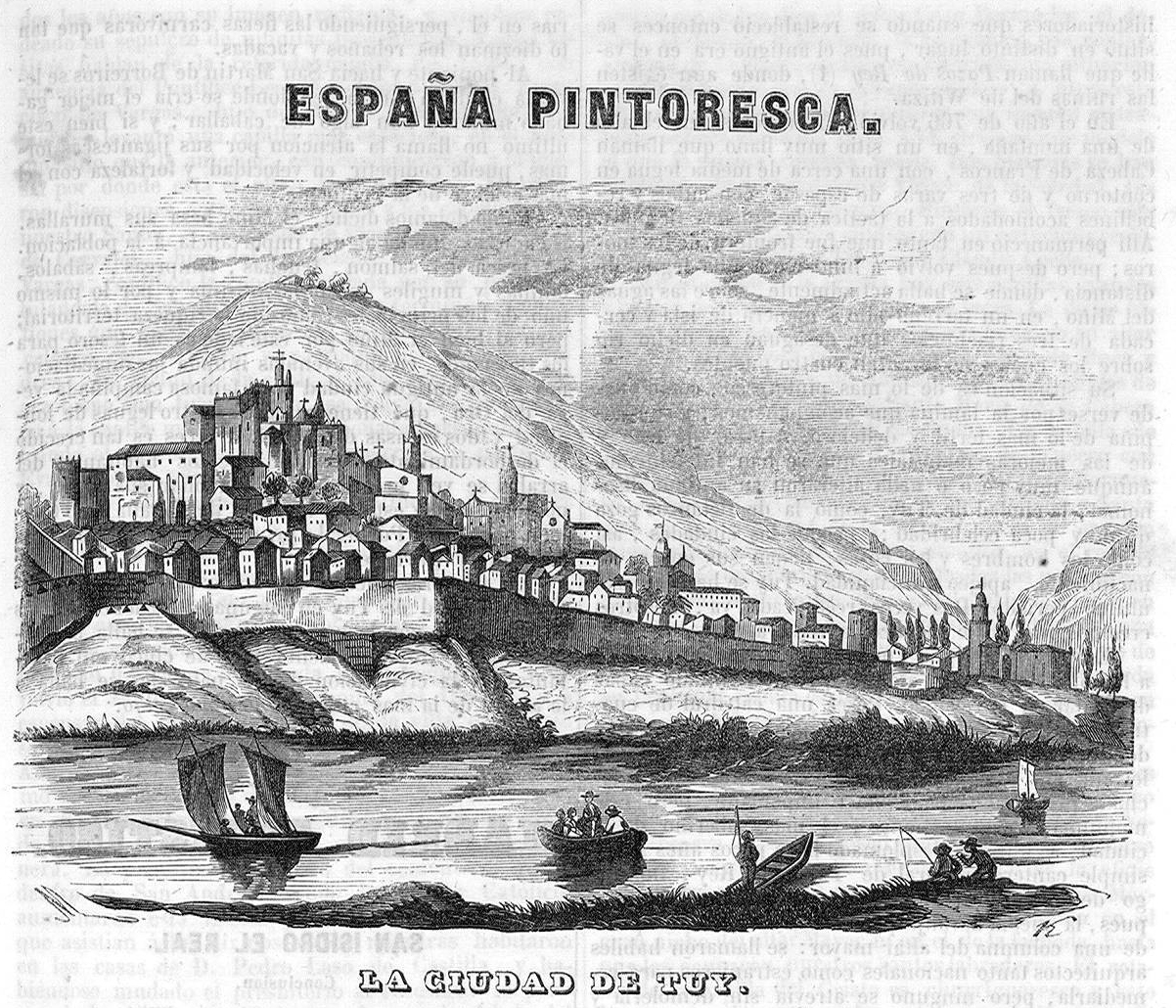
«La ciudad de Tuy» (Semanario Pintoresco Español, 1847)

Hacia mediados del siglo XIX, el municipio tenía contabilizada una población de 35 846 habitantes. Aparece descrito en el decimoquinto volumen del Diccionario geográfico-estadístico-histórico de España y sus posesiones de Ultramar de Pascual Madoz con las siguientes palabras:

TUY: ayunt. del part. jud. y dióc. del mismo nombre en la prov. de Pontevedra (7 leg.), aud. terr. y c. g. de la Coruña (26). sit. á la der. del. r. Miño, con libre ventilacion y clima sano. Ademas de la c. comprende las felig. de Areas, Sta. Maria; Baldranes, Santiago; Caldelas, San Martin; Guillarey, San Mamed; Malvás, Santiago; Páramos, San Juan; Pesegueiro, San Miguel; Rebordanes, San Bartolomé; y Ribas de Louro, Sta. Columba. Confina el térm. municipal por N. con el de Salceda; al E. con el de Salvatierra; por S. r. Miño y Portugal, y al O. con el ayunt. de Tomiño. El terreno participa de monte y llano y es de buena calidad, especialmente el valle que circunda á la cap. Los caminos son vecinales y en mediano estado, atravesando tambien por este distr. uno q e va á enlazarse en el Porriño con la carretera de Vigo á Castilla. En el espresado r. desaguan otros varios que descienden del N., siendo el mas notable el Louro, el cual baja de los montes de Louredo, y realiza su desague al O. de la c. de Tuy. En la parr. de Caldelas hay aguas termales á propósito para reumas, y enfermedades venéreas. prod.: cereales, legumbres, hortalizas, frutas, lino, vino, maderas y pastos; se cria ganado vacuno, de cerda, poco lanor y cabrio; caza de perdices, codornices, conejos y liebres, y pesca de lampreas, truchas, anguilas, salmones, sábalos y otros peces. ind.: la agrícola, molinos harineros, telares de lienzo y manteleria del pais. pobl.: 9,672 vec., 35,846 alm. contr.: 588,538 rs. Asciende el presupuesto municipal á unos 75,000 rs., el cual se cubre con el prod. de propios y arbitrios.
(Madoz, 1849, p. 191)

El sistema de foros continúa manteniéndose durante la Edad Media hasta el siglo XIX. Debido a ello era imposible la transformación a la agricultura capitalista. Los contratos de foros terminaron en el año 1926 con la aprobación de una ley que permite a los campesinos acceder a la propiedad de la tierra que trabajaban tras un pago de una indemnización a los aforantes.

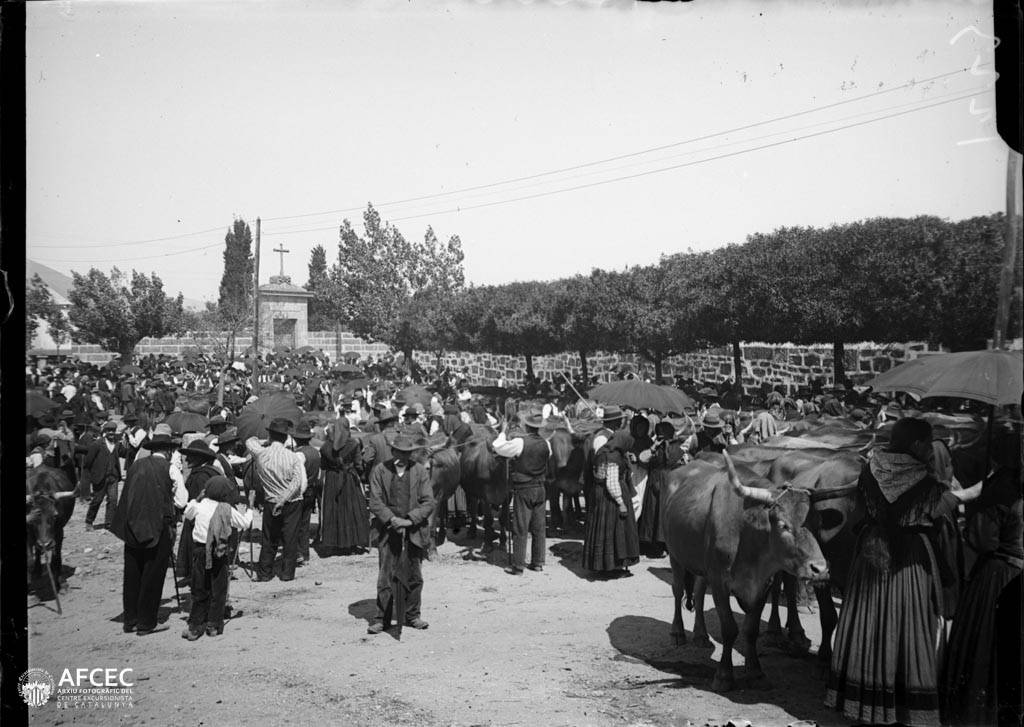
Feria en la localidad

Otro fenómeno trascendente durante los siglos XIX y XX es la emigración hacia América primero y a Europa después.
Durante la guerra civil española Tuy fue la última ciudad de Galicia en caer en manos de las tropas sublevadas, la resistencia republicana organizó la última contienda en un lugar llamado "Volta da Moura", si bien la llegada de refuerzos militares de Vigo y Orense facilitó la entrada de los "nacionales" en la ciudad el 26 de julio. Esa condición de ser la última resistencia provocó una dura represión contra aquellas personas de mayor significación izquierdista, incluyendo al alcalde Guillermo Vicente Santiago.
En la actualidad, Tuy y la comarca del Bajo Miño están realizando un proceso de modernización en el ámbito de la industria y la agricultura, a la que se le une el turismo de una gente que busca conocer su historia y disfrutar de la tranquilidad de esta hermosa zona de Galicia.
- Fue capital de una de las siete provincias del antiguo Reino de Galicia.
- Es sede episcopal de la diócesis de Tuy-Vigo.

## Geografía humana

### Demografía
Cuenta con una población de 17 454 habitantes (INE 2024).
| Gráfica de evolución demográfica de Tuy entre 1842 y 2021 |
| |
| Población de derecho según los censos de población del INE. Población de hecho según los censos de población del INE.En estos censos se denominaba Tuy: 1842, 1857, 1860, 1877, 1887, 1897, 1900, 1910, 1920, 1930, 1940, 1950, 1960, 1970 y 1981. |

La población de Tuy ha variado a lo largo de la historia dependiendo de factores externos e internos, como por ejemplo las crisis y consecuentes emigraciones del siglo XIX, la Guerra Civil, el auge comercial con Portugal...
| 1877   | 1887   | 1897   | 1900   | 1910   | 1920   | 1930   | 1940   | 1950   | 1960   | 1970   | 1981   | 1991   | 2001   | 2006   | 2007   | 2009   | 2011   |
| ------ | ------ | ------ | ------ | ------ | ------ | ------ | ------ | ------ | ------ | ------ | ------ | ------ | ------ | ------ | ------ | ------ | ------ |
| 12.039 | 11.462 | 11.524 | 11.631 | 12.907 | 13.484 | 12.602 | 14.012 | 13.738 | 13.331 | 13.189 | 15.076 | 15.242 | 16.042 | 16.948 | 18.576 | 19.494 | 17.230 |

Hay que señalar que estos datos provienen tanto del INE como del censo municipal de 2007 y 2009.

## Organización territorial
Tuy está dividido administrativamente en 12 parroquias, que a su vez se subdividen en barrios, y “lugares”. Cada una de las parroquias está administrado por un Pedáneo, con competencias centradas en la canalización de la participación ciudadana e información a la corporación municipal.
Parroquias que forman parte del municipio:
- Areas (Santa Marina)
- Baldranes (Santiago)
- Caldelas (San Martín)
- Guillarey (San Mamed)
- Malvas (Santiago)
- Páramos[8]
- Pazos de Reyes (Sagrario)
- Pesegueiro (San Miguel)
- Randufe (Santa María de la Guía)
- Rebordanes (San Bartolomé)
- Ribadelouro (Santa Columba)
- Tuy[8]

## Política

### Alcaldes de Tuy desde 1895 hasta 1979 (restauración)
| Nombre                                | Periodo                                             |
| ------------------------------------- | --------------------------------------------------- |
| José Sarmiento Ozores                 | 1 de julio de 1895 a 31 de diciembre de 1903        |
| José García Rodríguez                 | 1 de enero de 1904 a 4 de enero de 1905             |
| Camilo Cela Fernández                 | 4 de enero de 1905 a 30 de diciembre de 1905        |
| Manuel Fernández Valdés               | 1 de enero de 1906 a 1 de julio de 1909             |
| Venancio Isidro Lorenzo Rodríguez     | 1 de julio de 1909 a 9 de septiembre de 1909        |
| Sabino Jurado                         | 10 de septiembre de 1909 a 1 de enero de 1914       |
| Servando Albuerne Menéndez-Conde      | 1 de enero de 1914 a 1 de enero de 1918             |
| Alejo Diz Jurado                      | 1 de enero de 1918 a 1 de abril de 1922             |
| Venancio Lorenzo Álvarez              | 1 de abril de 1922 a 1 de octubre de 1923           |
| Francisco Román Román                 | 1 de octubre de 1923 a 25 de enero de 1924          |
| Benito Pérez Álvarez                  | 25 de enero de 1924 a 12 de abril de 1924           |
| Estanislao Ferreira Martín de Argenta | 12 de abril de 1924 a 29 de enero de 1927           |
| Modesto Rodríguez Conde               | 29 de enero de 1927 a 6 de febrero de 1928          |
| Ignacio Nogueira Rendo                | 6 de febrero de 1928 a 26 de febrero de 1930        |
| Basilio Comesaña Vila                 | 26 de febrero de 1930 a 15 de abril de 1930         |
| Francisco Baquero Pérez               | 15 de abril de 1930 a 27 de abril de 1931           |
| Benito Pérez Álvarez                  | 27 de abril de 1931 a 5 de junio de 1931            |
| José Garra Garra                      | 5 de junio de 1931 a 27 de diciembre de 1933        |
| Jacinto Fernández Lago                | 3 de enero de 1934 a 16 de octubre de 1934          |
| Pio Abundancia Álvarez                | 16 de octubre de 1934 a 3 de abril de 1935          |
| Manuel Cordobés Millet                | 3 de abril de 1935 a 21 de febrero de 1936          |
| Jacinto Fernández Lago                | 21 de febrero de 1936 a 9 de marzo de 1936          |
| José Pérez Alonso                     | 10 de marzo de 1936 a 29 de junio de 1936           |
| Benito Pérez Álvarez                  | 29 de junio de 1936 a 26 de julio de 1936           |
| Guillermo Vicente Santiago            | 16 de julio de 1936 a 26 de julio de 1936           |
| José Peñarredonda Fernández           | 26 de julio de 1936 a 26 de octubre de 1936         |
| Manuel Cordobés Millet                | 26 de octubre de 1936 a 25 de diciembre de 1936     |
| Raimundo Tapia Seoane                 | 25 de diciembre de 1936 a 4 de enero de 1937        |
| Francisco Baquero Pérez               | 4 de enero de 1937 a 11 de enero de 1937            |
| Gonzalo Martín Jiménez                | 11 de enero de 1937 a 24 de mayo de 1937            |
| Raimundo Tapia Seoane                 | 24 de mayo de 1937 a 26 de agosto de 1937           |
| Domingo de Arrese Magra               | 26 de agosto de 1937 a 10 de octubre de 1938        |
| José Gándara Fernández                | 17 de octubre de 1938 a 9 de febrero de 1939        |
| Estanislao Ferreira Martín de Argenta | 9 de febrero de 1939 a 26 de enero de 1940          |
| Francisco Meis Domínguez              | 26 de enero de 1940 a 31 de octubre de 1941         |
| Estanislao Ferreira Martín de Argenta | 31 de octubre de 1941 a 26 de enero de 1944         |
| Rosendo Bugarín Domínguez             | 29 de enero de 1944 a 11 de septiembre de 1951      |
| José Jurado Romero                    | 11 de septiembre de 1951 a 10 de julio de 1957      |
| Gonzalo Álvarez Besada                | 10 de julio de 1957 a 23 de octubre de 1957         |
| Luis Álvarez Rodríguez-Lasso          | 23 de octubre de 1957 a 26 de enero de 1961         |
| Ramón Peñarredonda Fernández          | 26 de enero de 1961 a 2 de mayo de 1965             |
| José Casal Aboy                       | 19 de julio de 1965 a 22 de marzo de 1969           |
| Teodosio Baquero Fortes               | 25 de septiembre de 1969 a 17 de septiembre de 1973 |
| Alejo Núñez Pascual                   | 17 de septiembre de 1973 a 19 de abril de 1979      |

### Alcaldes de Tuy desde 1979
Desde la aprobación de la Constitución de 1978, estos han sido los alcaldes de Tuy:
| Periodo   | Nombre                                              | Partido                           |
| --------- | --------------------------------------------------- | --------------------------------- |
| 1979-1983 | Ángel Álvarez Durán                                 | UCD                               |
| 1983-1987 | Ángel Álvarez Durán                                 | PG                                |
| 1987-1991 | Juan Miguel Diz Guedes / José Luis Gómez Núñez      | Unión Tudense                     |
| 1991-1995 | Miguel Ángel Capón Rey                              | PPdeG                             |
| 1995-1999 | Miguel Ángel Capón Rey / Antonio F. Fernández Rocha | PPdeG                             |
| 1999-2003 | Antonio F. Fernández Rocha                          | CPT                               |
| 2003-2007 | Antonio F. Fernández Rocha                          | PPdeG                             |
| 2007-2011 | Antonio F. Fernández Rocha                          | PPdeG                             |
| 2011-2015 | Moisés Rodríguez Pérez                              | PPdeG                             |
| 2015-2019 | Enrique Cabaleiro González / Carlos Vázquez Padín   | PSdeG-PSOE / Converxencia Vinteún |
| 2019-2023 | Enrique Cabaleiro González                          | PSdeG-PSOE                        |
| 2023-act. | Enrique Cabaleiro González                          | PSdeG-PSOE                        |

Corporación municipal
| Resultado elecciones municipales del 28 de mayo de 2023 en Tuy |       |            |            |
| Nombre                                                         | Votos | Porcentaje | Concejales |
| Partido dos Socialistas de Galicia                             | 3.371 | 35,72%     | 6          |
| Partido Popular de Galicia                                     | 2.976 | 31,53%     | 6          |
| Bloque Nacionalista Galego                                     | 2.055 | 21,77%     | 4          |
| Converxencia Vinteún                                           | 603   | 6,38%      | 1          |

## Transportes y movilidad

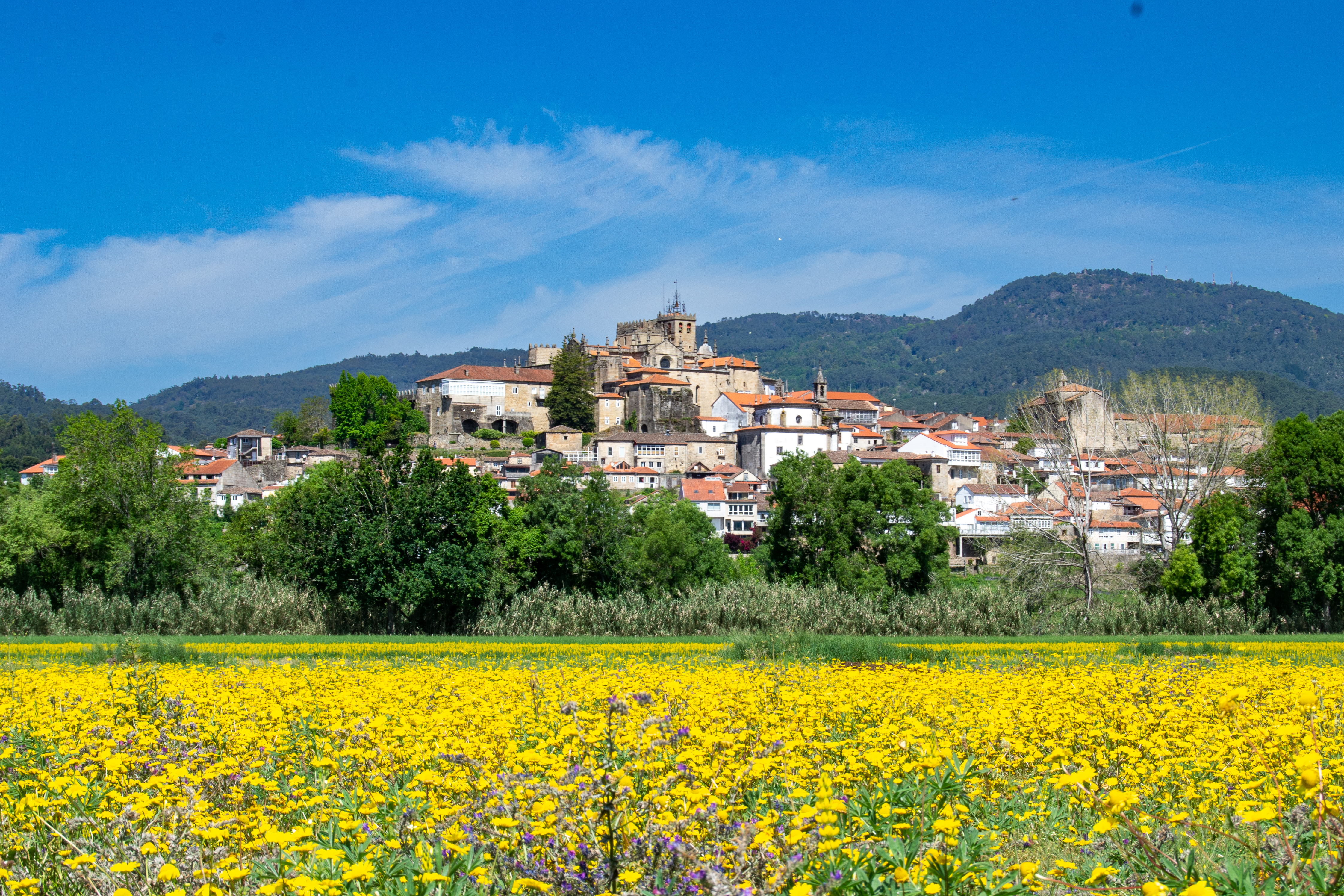
Vista panorámica de Tuy desde Valença

Tuy es una ciudad bien comunicada tanto por tierra, mar y aire. Para acceder por tierra existe una amplia red de autopistas y carreteras, y la red de ferrocarriles.

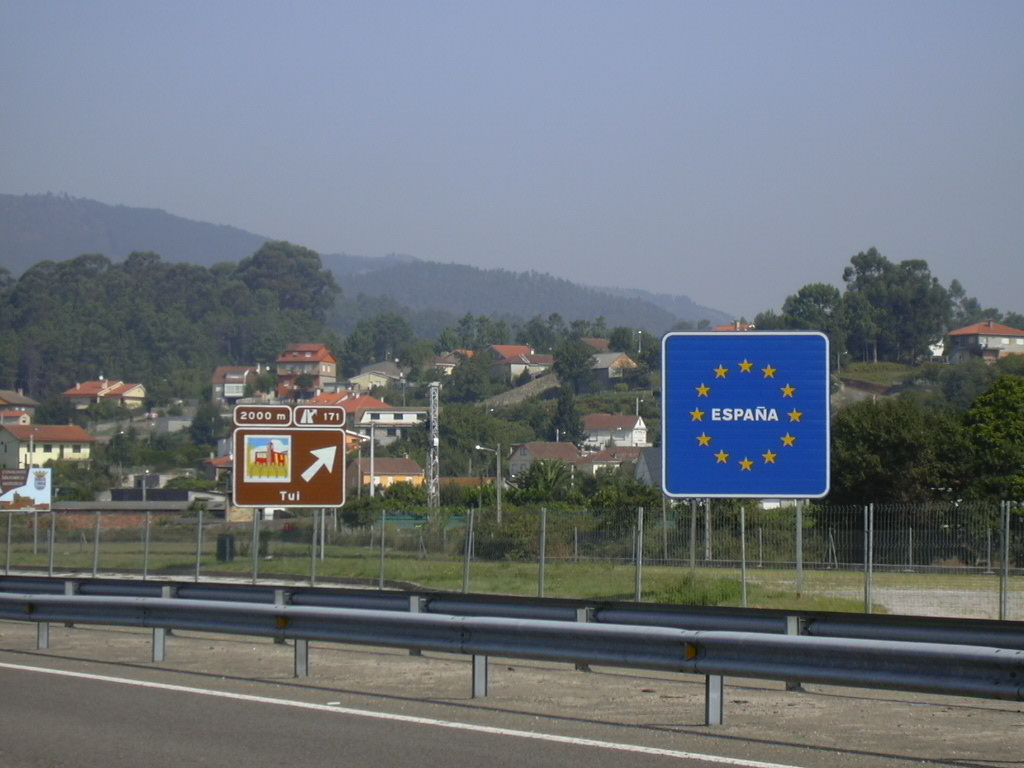
Frontera entre España y Portugal, por Tuy.

### Taxis
La parada central de taxi se encontraba en la calle Camilo José Cela, paralela al Centro Médico y de urgencias. En la actualidad la parada de taxis se  encuentra junto a los nuevos juzgados de Tuy, antiguo centro médico.

### Autobuses
Atsa (Automóviles de Tui S.A.) es la empresa que presta el servicio de transporte interurbano de la ciudad. Cuenta con diferentes líneas que prestan servicio.
La estación de autobuses está detrás de la Plaza Nueva de Mercado, contando además con paradas intermedias de la ruta La Guardia-Vigo de la empresa anteriormente citada (Atsa) en el cruce de la carretera de Tomiño con la Avenida de Portugal, en la calle Calvo Sotelo y en el cruce de la carretera de Guillarey, Tuy cuenta también con tres enlaces con la A-55 (en el norte, sur y oeste de la ciudad) y es el punto de comienzo de la AP-9, además de las conexiones que tiene con la red de carreteras y autopistas portuguesas, a través de sus dos puentes.

### Ferrocarril
En cuanto a estructuras ferroviarias Tuy cuenta con dos estaciones de tren: la estación de Tuy, que enlaza con Vigo y con Portugal a través del Puente Internacional, y la estación de Guillarey, donde efectúa parada el Alvia que circula desde la ciudad olívica hasta Barcelona.
Es importante destacar que existen proyectos que se ejecutarán en años sucesivos para dotar a Tuy con un tren de cercanías que enlace más directamente con Vigo.

### Aeropuerto
En cuanto a estructuras aeroportuarias Tuy tiene a 25 km el aeropuerto de Vigo, del que parten vuelos a los principales aeropuertos nacionales y algunos internacionales.

### Navegación
En lo referente a su conexión con el mar, el río Miño es enteramente navegable desde Tuy hasta su desembocadura con el océano Atlántico. Además el Club Náutico San Telmo de Tuy se encarga de elaborar en colaboración con la Comandancia de Marina de Tuy una carta náutica en la que se refleja el curso más profundo del río para los barcos con problemas de calado.

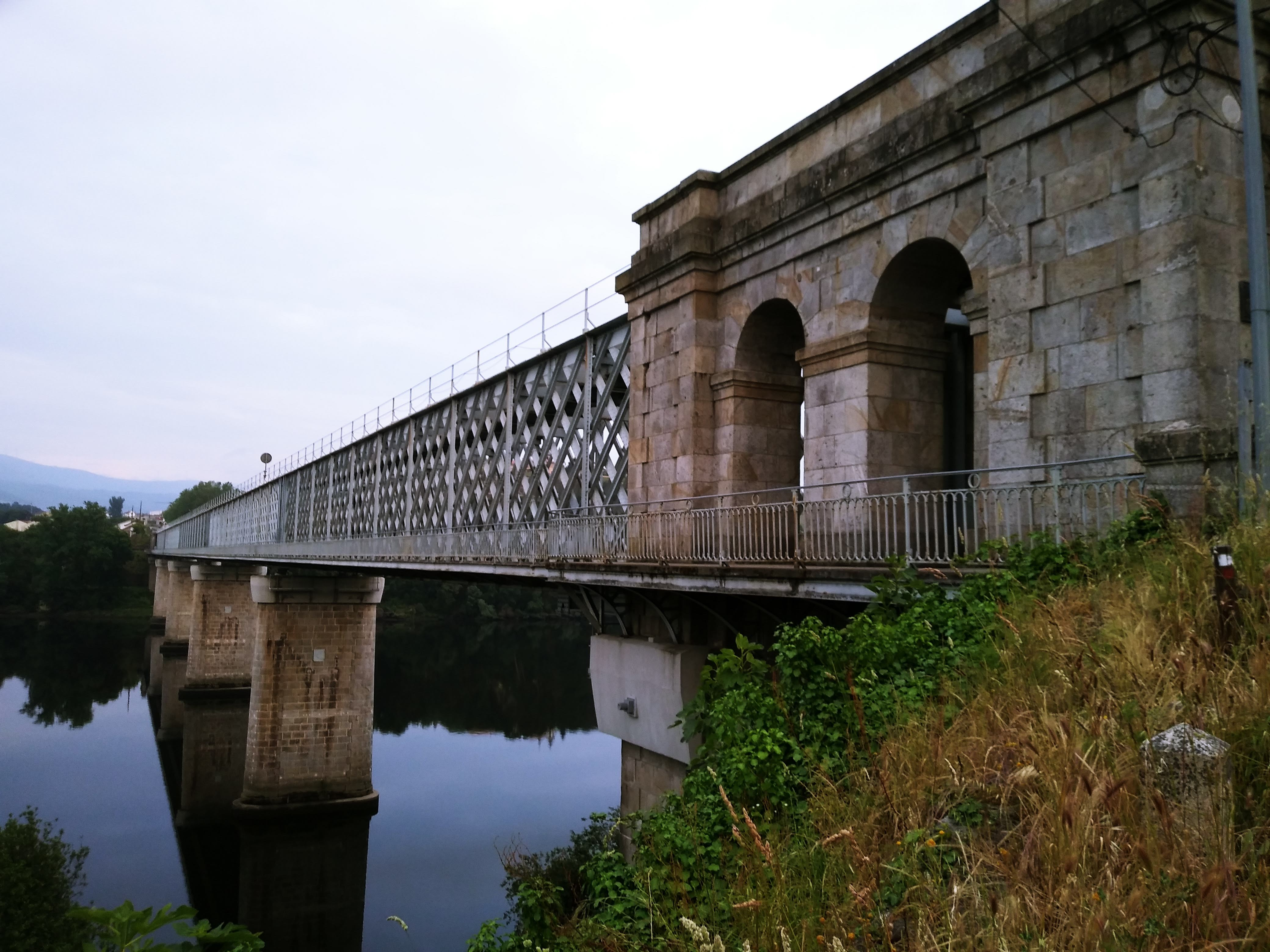
Viaducto transfronterizo de Tuy. Mayo 2018

## Economía y actividad productiva
La industria en la ciudad de Tuy gana peso poco a poco, ya que con la construcción del polígono industrial de Areas muchas empresas nacionales e internacionales han fijado ahí algún centro productivo. Aun así la industria no supone más de un 20% del PIB de la ciudad.
La construcción uno de los sectores de más crecimiento de Tuy, estimado en un 4,2% en el año 2005. La tendencia muestra un aumento de la construcción residencial, empujada por la ligera desaceleración del incremento del precio de la vivienda en 2005.
Pero es el sector servicios el que lidera la actividad económica de Tuy, con un 70% del total, y ocupa a dos terceras partes de la población activa. A las tradicionales funciones administrativas propias del ayuntamiento y a las añadidas por albergar un juzgado de primera instancia e instrucción, un centro de salud y un cuartel de la Guardia Civil así como la Comandancia de Marina de Tuy debemos sumar el gran aumento que ha tenido el comercio de Tuy con la construcción en Areas del segundo Outlet más grande de España y la potenciación por parte de Acitui de los comercios locales.
Además, Tuy se ha convertido en una de las ciudades más visitadas de Galicia, teniendo en cuenta que su casco histórico es el segundo de la comunidad autónoma tras el de Santiago de Compostela. En la ciudad se desarrolla gran cantidad de actividades de carácter turístico, lúdico y cultural.

## Medios de comunicación propios
Tuy cuenta con medios de comunicación propios del ayuntamiento, estos son Radio Tui (una de las emisoras más importantes de Galicia) y con la TVT (Televisión de Tuy) que emite cuando se celebran las elecciones municipales dando los resultados provisionales y definitivos.

### Radio Tui

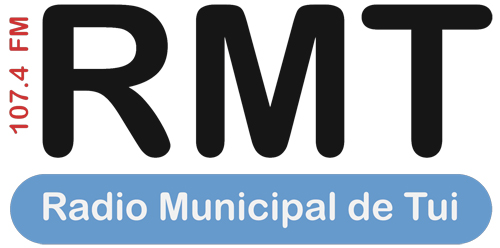
Logotipo de la Radio Municipal.

La Radio Municipal de Tui es la emisora de radio pública del ayuntamiento de Tuy.
Comenzó a emitir el 16 de abril de 1993 en la frecuencia 107.4 de la banda FM y puede sintonizarse en los ayuntamientos de Tuy, Tomiño, El Rosal, La Guardia, Salceda, Porriño, Salvatierra, ...aunque es posible que a su cobertura sea aún mayor, llegando a comprender todos los alrededores del Baixo Miño. Ahora también se puede sintonizar a través de internet
Según el EGM en diciembre de 2006 contaba con 10 000 oyentes diarios, lo que la convierte en la emisora municipal gallega más escuchada. En abril de 2007, el EGM le otorgó un total de 12.000 oyentes diarios.
Su director es José Font Moldes y cuenta con un equipo de profesionales encabezados por Beti Rey y Javier Martínez

### TVT
La Televisión de Tuy es un proyecto de la Radio Municipal de Tuy, evidentemente hoy en día una Televisión municipal de una ciudad de 20.000 habitantes no consigue una gran audiencia al tener que competir con las grandes cadenas de televisión nacionales y autonómicas, por lo que nunca se planteó como una plataforma estable, sino que se utiliza para dar los datos y la actualidad de las elecciones municipales cada cuatro años.

## Gastronomía
La angula se pesca en esta zona del río Miño y hasta la desembocadura en la localidad de La Guardia. Además, todos los años y coincidiendo con la celebración de las fiestas patronales en honor a S. Telmo, también tiene lugar la Fiesta de la Angula, la cual atrae a muchos miles de visitantes para disfrutar de dicho manjar. No se puede tampoco olvidar el salmón, la lamprea y los sábalos del Miño.

## Patrimonio
Catedral de Santa María de Tuy
La Catedral de Santa María de Tuy tiene apariencia de fortaleza, con torres almenadas, caminos de paso y pasadizos.

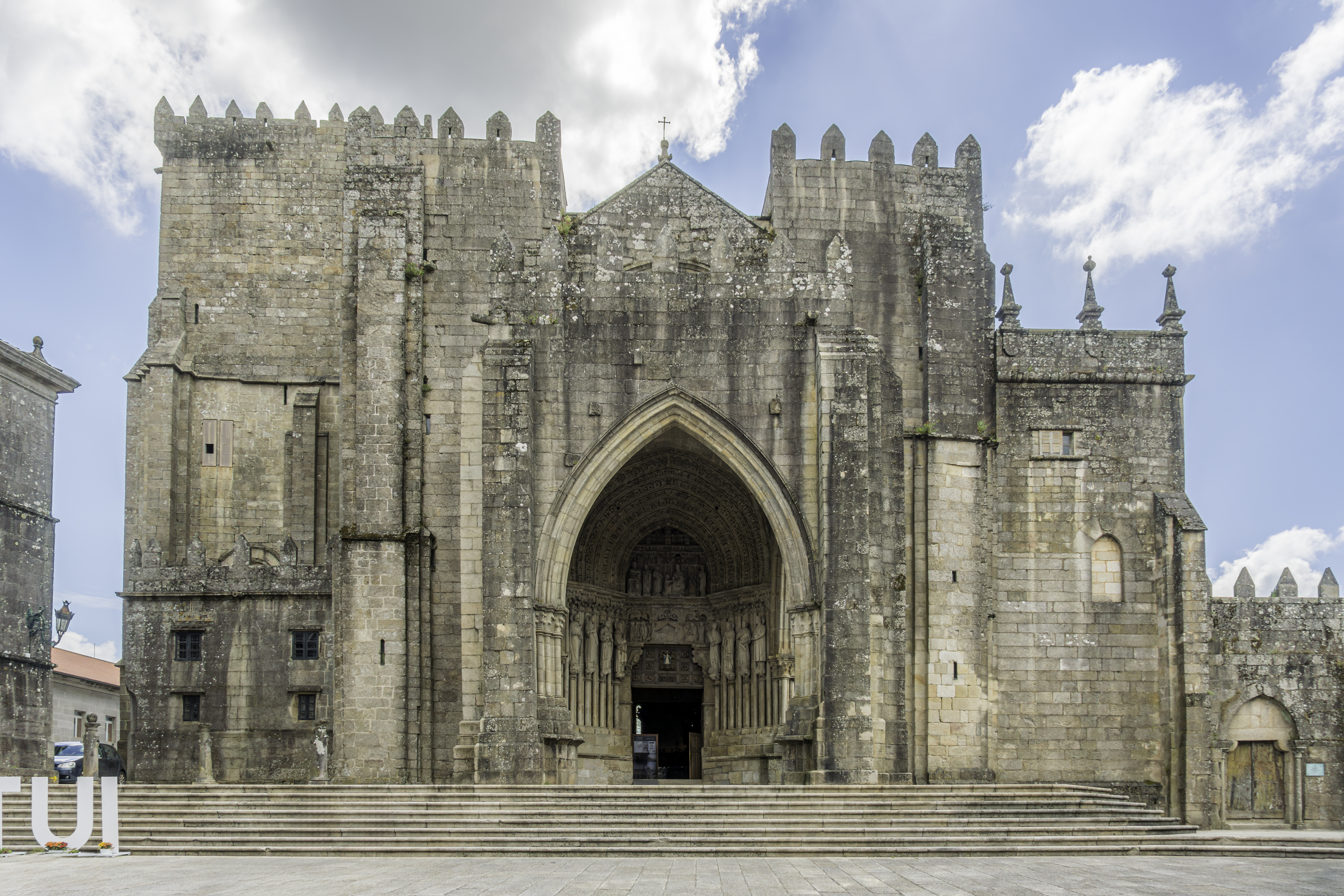
Fachada oeste.
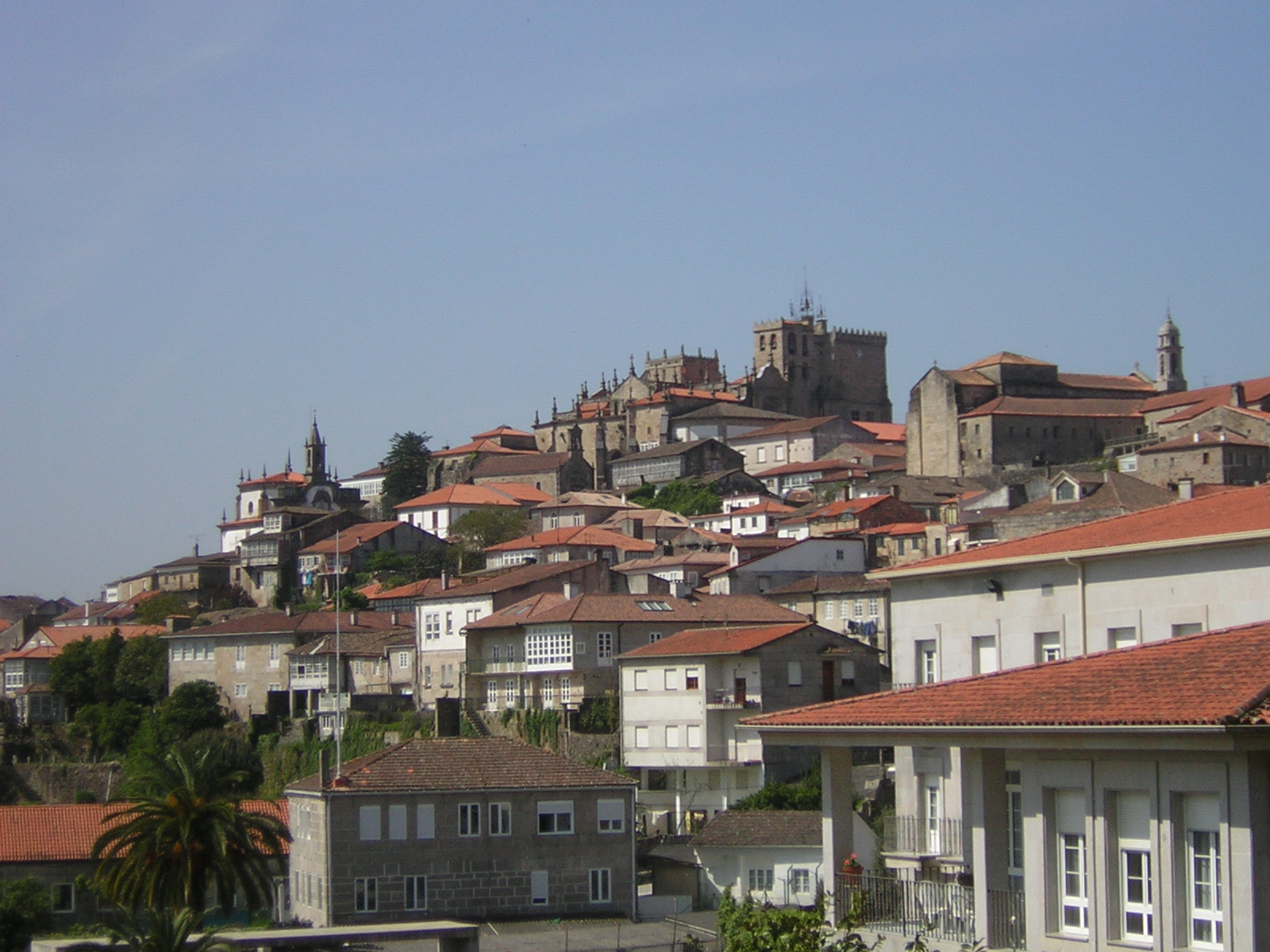
Catedral dominando Tuy.
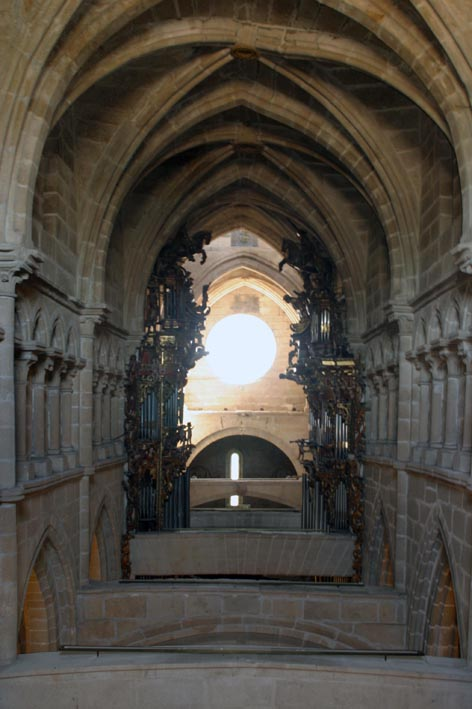
Nave mayor.
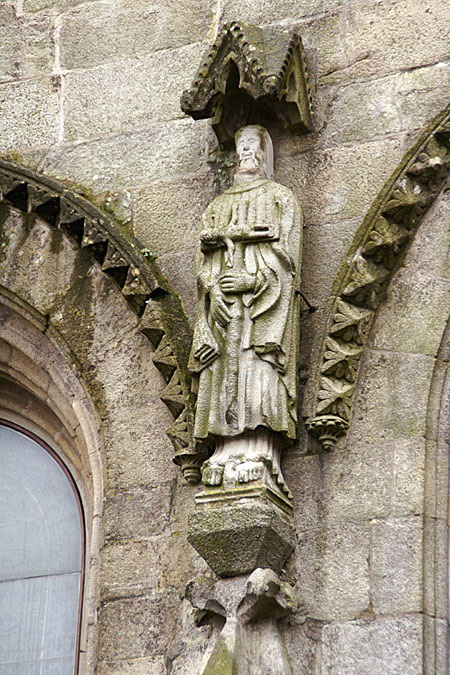
Caballero templario en el exterior.

Museo y Archivo Histórico Diocesano
Fue un antiguo hospital de pobres y peregrinos, construido en el año 1756. Consta de tres plantas organizadas alrededor de un hermoso patio de la época barroca. El museo conserva valiosos fondos arqueológicos, medievales y de arte sacro, así como una rica orfebrería de plateros locales, españoles y americanos.
Convento e Iglesia de las Clarisas
Conocido como convento de las Clarisas o Encerradas fue fundado en el año 1524 en el solar donde se situaba la antigua iglesia románica de Santa María. En 1688 inician la construcción de la actual iglesia, obra del maestro Santiago Domingo de Andrade. Los edificios monasteriales que hoy podemos admirar se corresponden con a los siglos XVII-XVIII. El retablo de la iglesia, obra barroca del siglo XVII, es el más sobresaliente del monasterio.
Túnel de las Monjas Clarisas
Se encuentra en el fondo de la calle que lleva al convento de las Clarisas, constituyendo uno de los rincones más típicos de Tuy. Es un pasadizo abovedado bajo el convento, que comunica la parte alta de la ciudad y la zona entre las murallas.
Puente Internacional de Tuy

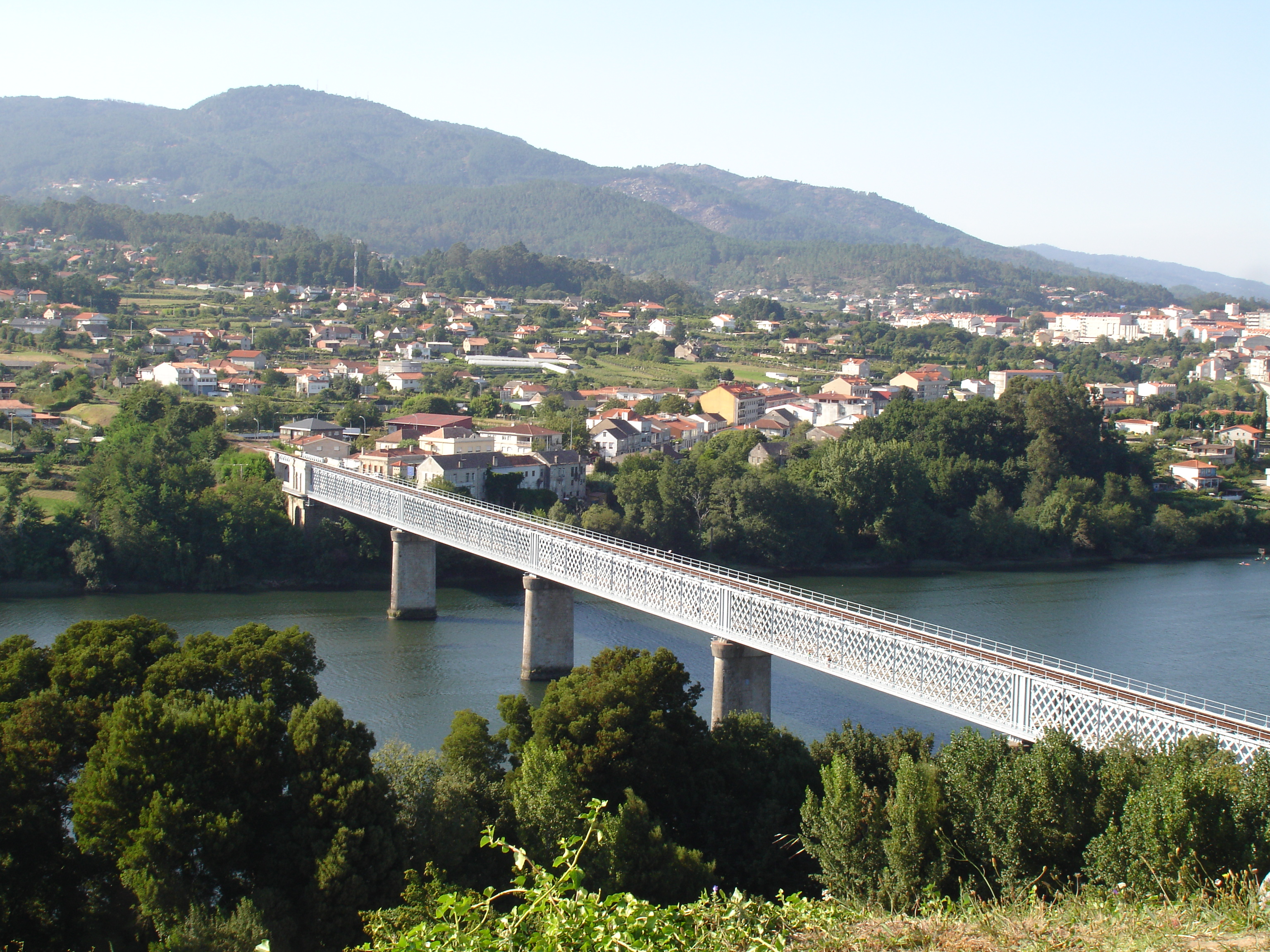
El puente de Tuy, que une España con Portugal.

Diseñado por el ingeniero riojano Pelayo Mancebo, forma parte, desde hace más de un siglo, del entorno típico de Tuy-Valença do Minho. En la actualidad se cuenta con un nuevo puente internacional que une España con Portugal por medio de la autovía Vigo-Tuy, enlazando con la autopista Valença do Minho - Lisboa.
Paseo de la Corredera
El Paseo de la Corredera es la calle principal y más conocida de Tuy. Es la zona peatonal o de paseo por excelencia. Se trata de una calle rodeada de edificios nobles llenos de historia y donde la piedra es la principal protagonista.
Iglesia de San Francisco

En su origen era parte del conjunto conventual franciscano construido en el año 1682. Dotado de biblioteca pública, realiza un extraordinario servicio como foco de la cultura para todos los habitantes de la ciudad. Del exterior destaca su equilibrada fachada. En el interior, la cúpula de media naranja, el amplio coro, el retablo mayor realizado en 1741 y la capilla de la 'Venerable Orden Tercera', construida en 1777 son lo más destacado.
Monumento al Caballo Salvaje

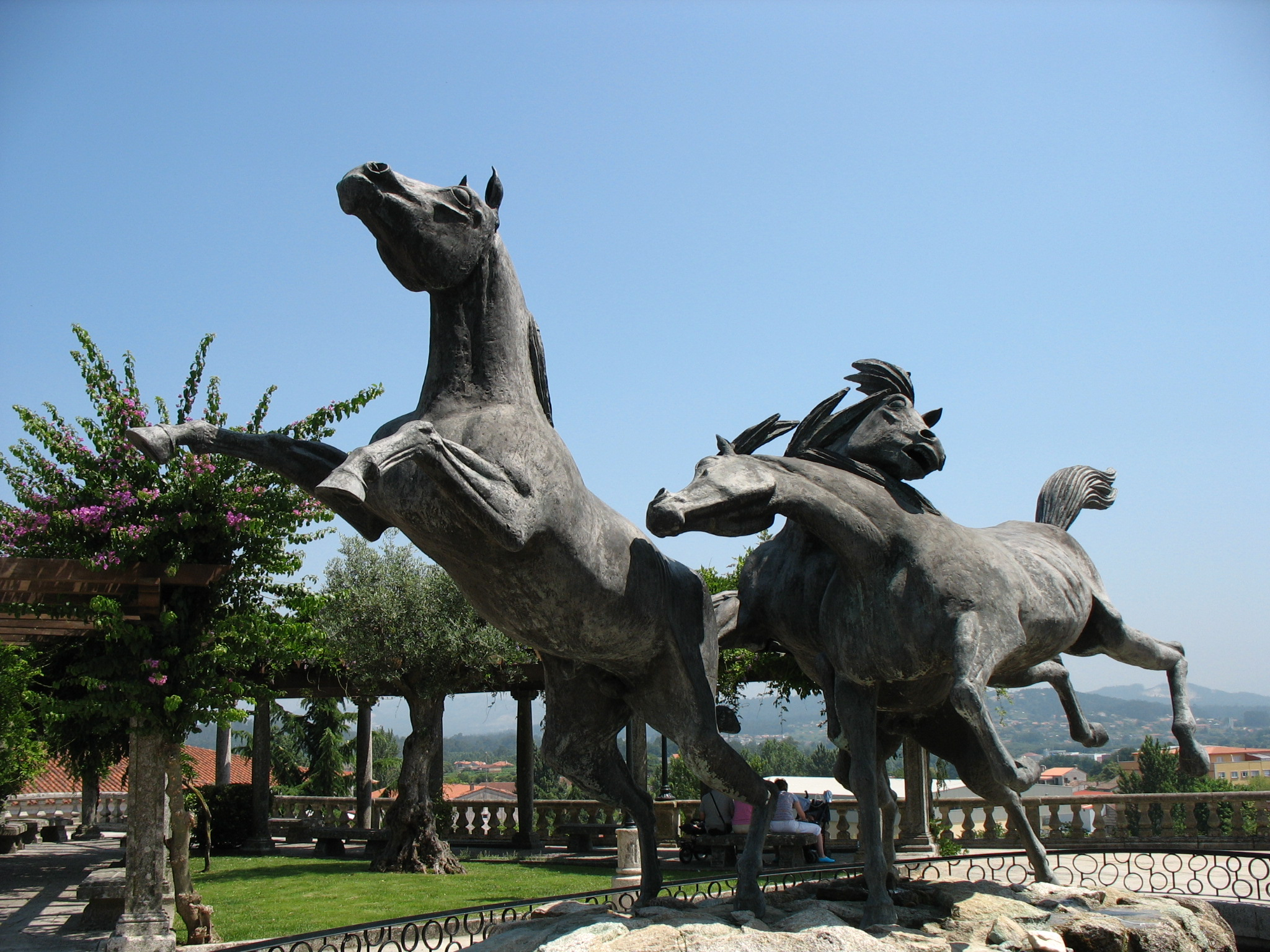
Monumento de los caballos en la Glorieta de Vigo.

Obra del internacional escultor tudense Juan Oliveira, quien tiene buena muestra de sus bronces monumentales en varios lugares de España, como en el aeropuerto de Barajas en Madrid y plaza de España y antiguo Teatro García Barbón en Vigo.
Glorieta de Vigo
Se encuentra al final del paseo de la Corredera. Desde ella se tiene una amplia panorámica de la ribera del Miño y es donde se sitúa el monumento al caballo salvaje.
Jardines de Troncoso
Lugar de encuentro y tranquilo paseo, fue realizado sobre el recorrido de la antigua muralla de los siglos XVII-XVIII. La forma del jardín se adapta a la fortificación, destacando el bastión con la característica forma de punta de flecha, en la que actualmente se sitúa una fuente artísticamente decorada.
Paseo Fluvial
En los últimos años se ha realizado un precioso paseo fluvial desde la playa de la Marina hasta el Parque do Penedo, entre la antigua muralla medieval y el río Miño. Se trata de un lugar de esparcimiento y paseo a orillas del río Miño. Situado entre el río y la antigua muralla medieval ofrece un espacio natural ideal para disfrutar en contacto con la naturaleza.

## Fiestas

### Principales fiestas en Tuy
Fiestas Patronales de San Telmo

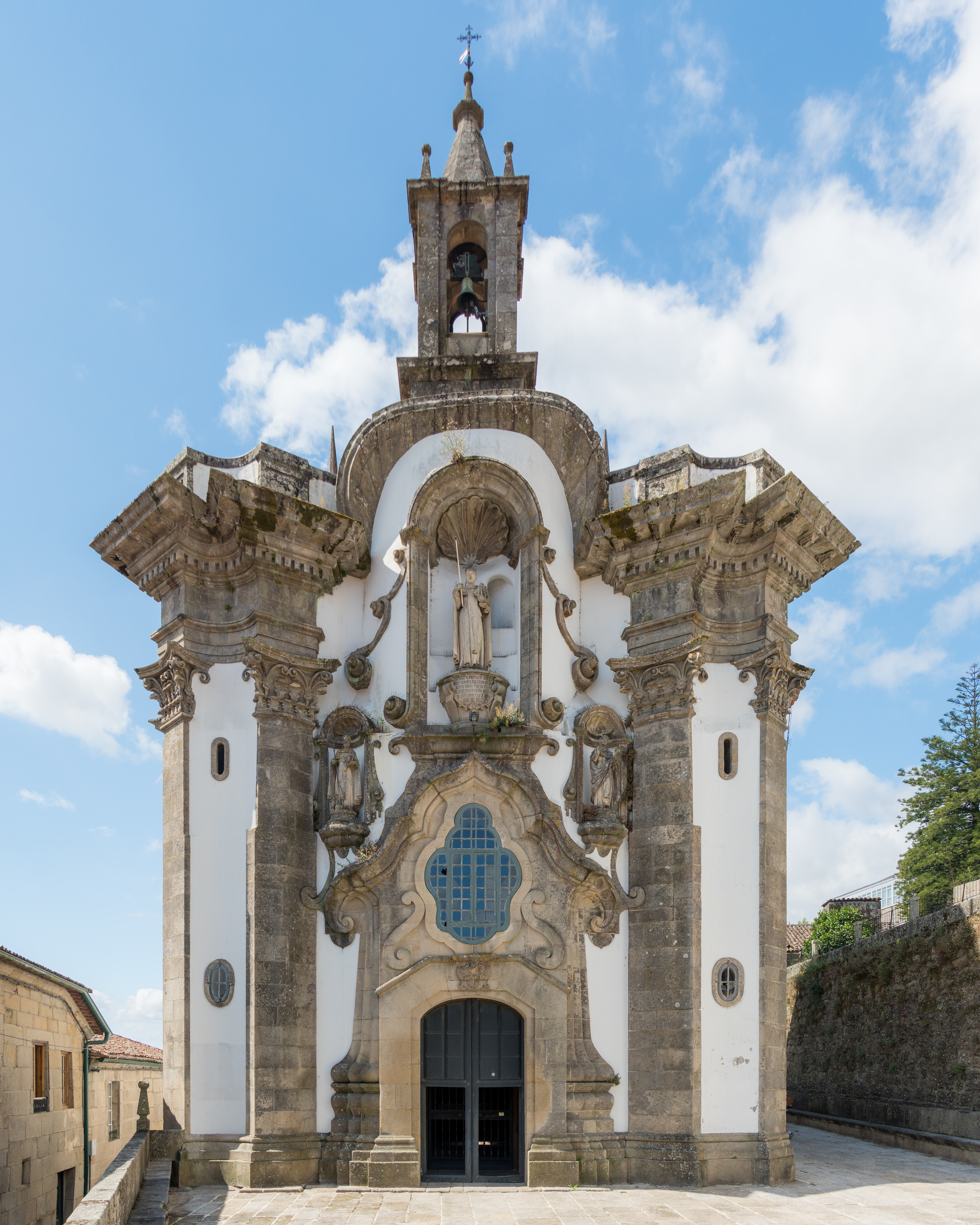
Capilla de San Telmo.

Comienzan el Sábado Santo y duran toda la semana hasta el Lunes de San Telmo (lunes siguiente al de Pascua).
Fiestas mayores de Tuy
Destacan las numerosas ferias, el festival folclórico, el cross, el "Día del Traxe Galego", los actos religiosos, los fuegos artificiales, y la impresionante procesión en la que participan numerosas cofradías.
Carnaval
Martes de Entroido: Desfile de carrozas y comparsas por todo Tuy.
Domingo de Piñata: "Enterro do bacallao" (en lugar del Entierro de la Sardina: este cambio de nombre vino en relación con que antiguamente en Tuy se vendía mucho bacalao para clientes de Portugal).

### Otras fiestas y ferias temáticas
Las fiestas más importantes y representativas están marcadas con negrita.
| Fiesta o feria                        | Lugar                | Fecha               |
| ------------------------------------- | -------------------- | ------------------- |
| Romería de la Virgen de las Angustias | Monte Aloya          | Septiembre          |
| San Miguel                            | Pazos de Reyes       | Septiembre          |
| Fiesta de la Virgen del Camino        | Rebordanes           | Agosto              |
| Santiago Apóstol                      | Malvas               | Julio               |
| Fiesta de las Angustias*              | Monte Aloya          | Julio               |
| Fiesta de la Magdalena                | Ribadelouro          | Julio               |
| Fiesta de Santiago Apóstol            | Ribadelouro          | Julio               |
| San Roque                             | Tuy                  | Agosto              |
| Santa Marina                          | Áreas                | Julio               |
| San Roque                             | Rebordanes           | Agosto              |
| Virgen del Carmen                     | Pexegueiro           | Julio               |
| Fiesta de San Mamed                   | Malvas               | Agosto              |
| Fiesta de San Caetano                 | Páramos              | Agosto              |
| Fiesta de la Virgen de la Rocha*      | Caldelas             | Agosto              |
| Fiesta de San Mamed                   | Guillarey            | Agosto              |
| Fiesta de la Virgen de Fátima         | Bornetas             | Mayo                |
| Fiesta de la Virgen de los Dolores    | Áreas                | Agosto              |
| San Bartolomé                         | Rebordanes           | Agosto              |
| Santo Cristo de la Agonía             | Baldranes            | Julio               |
| Fiesta de la Angula                   | Tuy                  | Domingo de Pascua   |
| Fiesta de San Antonio                 | Guillarey            | Junio               |
| Fiesta de San Antonio                 | Pazos de reyes       | Junio               |
| San Juan                              | Todas las parroquias | Junio               |
| San Amaro                             | Rebordanes           | Enero               |
| San Miguel                            | Pexegueiro           | Septiembre          |
| Fiesta de la Virgen de los Dolores    | Guillarey            | Septiembre          |
| Fiesta de Santa María de la Guía      | Randufe              | Septiembre          |
| Fiesta del Rosario                    | Áreas                | Octubre             |
| Fiesta de la Vendimia                 | Baldranes            | Octubre             |
| Fiesta de Santiago de Baldranes       | Baldranes            | Octubre             |
| Fiesta del Rosario                    | Páramos              | Octubre             |
| Fiesta de la Virgen de los Dolores    | Pazos de Reyes       | Octubre             |
| Fiesta de Santa Comba                 | Ribadelouro          | Diciembre           |
| Fiesta de San Martiño                 | Caldelas             | Noviembre           |
| Feira Agrícola e Industrial do Miño   | Tuy                  | Semana de San Telmo |
| Feira dos Cabalos e as cabazas        | Tuy                  | Marzo/abril         |
| Romería de San Julián                 | Monte Aloya          | Enero               |
| Fiesta de San Miguel                  | Pazos de Reis        | Septiembre          |
| Fiesta de la Mimosa                   | Rebordanes           | Febrero/Marzo       |
| Fiesta del Carrasco                   | Randufe              | Junio               |
| Feria de los Caballos                 | Rebordanes           | Agosto              |
| Feria de los Caballos y el lino       | Tuy                  | Septiembre          |

Notas
- La fiesta de las Angustias en julio en el Monte Aloya está dirigida a la juventud.
- En las fiestas de la Rocha en Caldelas, es típico el lunes por la noche ir a cenar empanada a la ribera del Miño.

## Ciudades hermanadas
- Está hermanado con Frómista, localidad y municipio de la comarca de Tierra de Campos de la provincia de Palencia, comunidad autónoma de Castilla y León, lugar de nacimiento del patrono común de las dos ciudades: San Telmo.[12] En el casco histórico de Tuy hay una plaza en honor a esta ciudad.

- Desde 2013 también se encuentra hermanada con la ciudad alemana de Versmold, quien entregó al ayuntamiento de Tuy un manzano como símbolo de crecimiento y fomento de su unión.[13]